# Mar de luna
Mar de luna és una pel·lícula espanyola del 1995 dirigida per Manolo Matji i protagonitzada per Emma Penella i José Sancho. Segons el crític Ángel Fernández-Santos, malgrat la bona direcció feta per Matji, no va poder superar l'esquematisme del guió.

## Argument
El 1407 és l'any de la pesta negra. Alderán és un noi fruit de la relació incestuosa entre el senyor feudal Guillermo de Montefalco i la seva germana; el seu pare el va repudiar i el va recloure en un monestir. Però el noi aconsegueix escapar i es posa al servei de Catalina, una vella buhonera desconfiada i egoista, amb l'esperança que plegats puguin arribar a veure el mar.

## Repartiment
- Emma Penella... Catalina, la buhonera
- José Sancho...	Guillermo de Montefalco
- Santiago Alonso... Alderán
- Esperanza Campuzano... Inés
- Elisa Montés
- Francisco Algora
- Francis Lorenzo
- Adriana Davidova...	Elvira
- Francisco Casares

## Premis
Cercle d'Escriptors Cinematogràfics
| Any  | Categoria     | Persona      | Resultat   |
| ---- | ------------- | ------------ | ---------- |
| 1995 | Millor actriu | Emma Penella | Guanyadora |